# Tetjana Jablonska

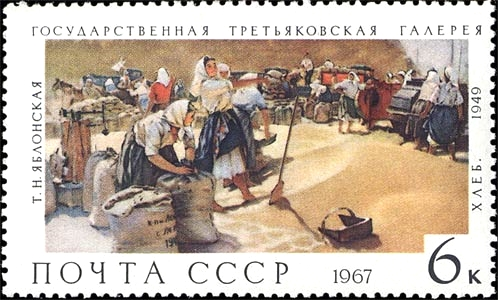
Pintura "Trigo" (1949) de Jablonska num selo postal soviético de 1967

Tetjana Nyliwna Jablonska (em russo, Татья́на Ни́ловна Ябло́нская, 24 de julho de 1917, em Smolensk, Rússia; 17 de junho de 2005, em Kiev, Ucrânia; também grafada como Tatiana Nílova Iablônskaia)  foi uma pintora ucraniana.

## Honras

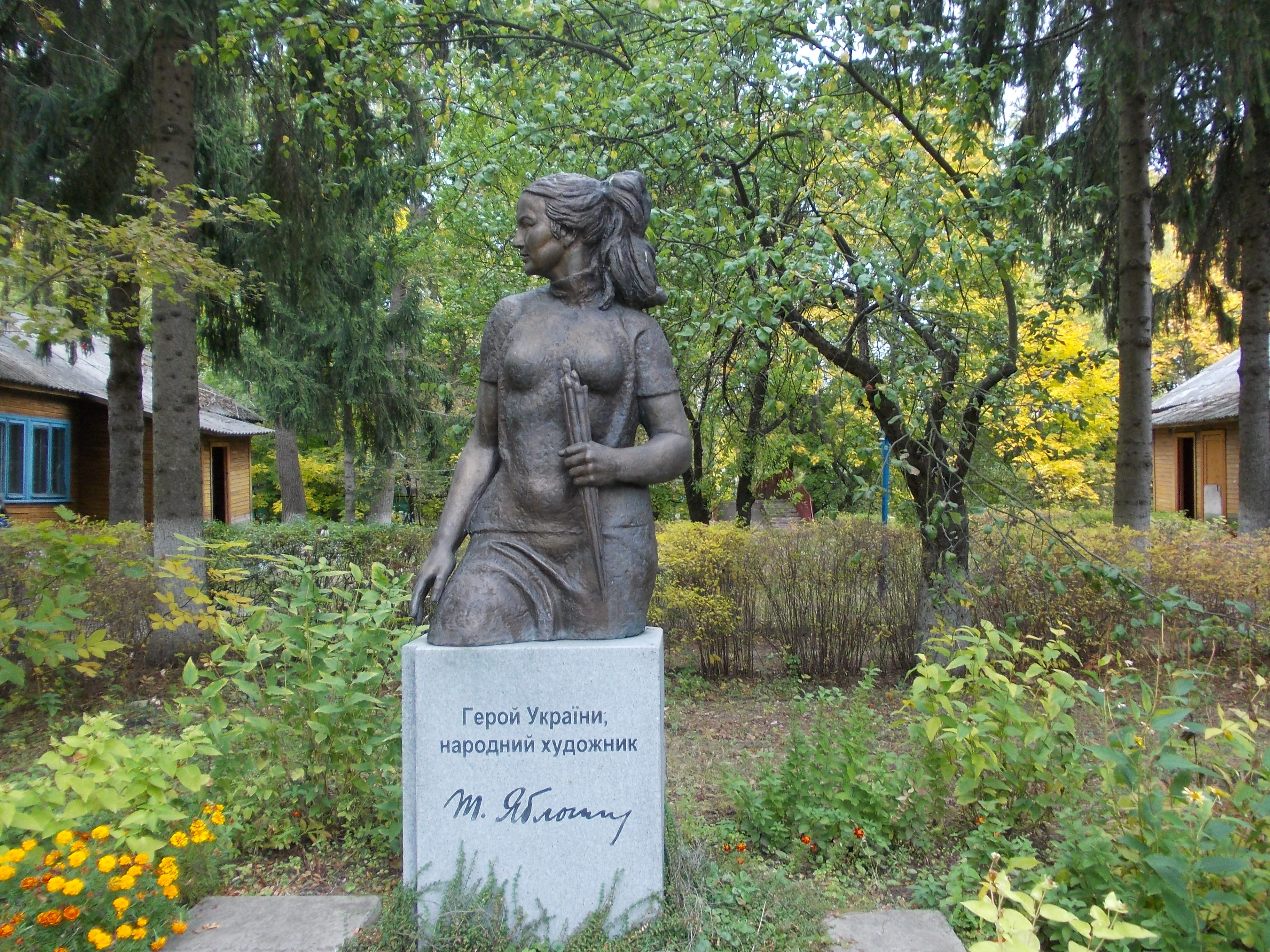
Monumento a Tetjana Jablonska em Sedniv

Tetjana Jablonska recebeu inúmeras homenagens. Incluindo:
- Prémio Estatal da URSS em 1949, 1951, 1979[1]
- Ordem da Bandeira Vermelha do Trabalho em 1951[1]
- Artista do Povo da SSR Ucraniana em 1960[1]
- Ordem da Amizade das Nações em 1977[1]
- Artista do Povo da URSS em 1982[2]
- Ordem de Mérito Ucraniana em 1997, 2.ª Classe[1]
- Prémio Taras Shevchenko em 1998[2]
- Herói da Ucrânia em 2001[1]
- Cidadão honorário de Kiev em 2001[3]

No dia 21 de fevereiro de 2017, por ocasião do seu 100.º aniversário, o Banco Nacional da Ucrânia emitiu uma moeda comemorativa.